# Discographie d'Art Pepper en sideman

## Années 40
|                                             | Lieu                                       | Date             | CD        |
| ------------------------------------------- | ------------------------------------------ | ---------------- | --------- |
| Stan Kenton Orchestra                       | Los Angeles, Californie                    | 19 novembre 1943 | Too Young |
| The Modern Jazz Stars                       | Los Angeles, Californie                    | 27 avril 1947    |           |
| Stan Kenton Orchestra                       | Los Angeles, Californie                    | 22 octobre 1947  |           |
| Stan Kenton Orchestra                       | Los Angeles, Californie                    | 6 décembre 1947  |           |
| Eddie Safranski And The Poll Cats           | New York, New York                         | 20 décembre 1947 |           |
| Stan Kenton Orchestra                       | Los Angeles, Californie                    | 21 décembre 1947 |           |
| Stan Kenton Orchestra                       | Los Angeles, Californie                    | 22 décembre 1947 |           |
| Babs Gonzales And His Orchestra             | Capitol Studios, Los Angeles, Californie   | 20 mars 1949     | Too Young |
| Charlie Mingus And His 22 Piece Be Bop Band | Hollywood, Californie                      | Printemps 1949   |           |
| The Kenton All Stars                        | Shrine Auditorium, Los Angeles, Californie | Mi-avril 1949    |           |
| Babs Gonzales And His Orchestra             | Los Angeles, Californie                    | 15 mai 1949      |           |

## Années 50
|                                                      | Lieu                                              | Date                                                        | CD                                                                   |
| ---------------------------------------------------- | ------------------------------------------------- | ----------------------------------------------------------- | -------------------------------------------------------------------- |
| Stan Kenton & His Orchestra                          | Hollywood, Californie                             | 5 février 1950                                              | Shorty Rogers - The Sweetheart Of Sigmund Freud                      |
| Stan Kenton Orchestra                                | Los Angeles, Californie                           | 18 mai 1950                                                 | Too Young                                                            |
| Stan Kenton                                          | Capitol Studios, Los Angeles, Californie          | 21 août 1950, 12 septembre 1950                             | Stan Kenton - Easy Go                                                |
| Maynard Ferguson & His Orchestra                     | Hollywood, Californie                             | 13 septembre 1950                                           | Maynard Ferguson - Band Ain't Draggin'                               |
| Stan Kenton                                          | Capitol Studios, Los Angeles, Californie          | 14 septembre 1950, 20 mars 1951, 28 mars 1951, 31 mars 1951 | Stan Kenton - Easy Go                                                |
| Stan Kenton Orchestra                                | Los Angeles, Californie                           | 31 mai 1951                                                 | Maynard Ferguson - Band Ain't Draggin', Stan Kenton - Painted Rhythm |
| Stan Kenton                                          | Capitol Studios, Los Angeles, Californie          | 28 juin 1951                                                | Stan Kenton - Easy Go                                                |
| Stan Kenton Orchestra                                | Los Angeles, Californie                           | 19 septembre 1951                                           |                                                                      |
| Stan Kenton Orchestra                                | Los Angeles, Californie                           | 20 septembre 1951                                           |                                                                      |
| Shorty Rogers And His Giants                         | Los Angeles, Californie                           | 8 octobre 1951                                              | Too Young, Shorty Rogers - The Sweetheart Of Sigmund Freud           |
| Stan Kenton                                          | Bailey Hall, Cornell University, Ithica, New York | 14 octobre 1951                                             | Stan Kenton - Kenton '51 Concert At Cornell University               |
| Shelly Manne Septet                                  | Chicago, Illinois                                 | 12 novembre 1951                                            |                                                                      |
| Howard Rumsey's Lighthouse All-Stars                 | Lighthouse Café, Hermosa Beach, Californie        | 27 décembre 1951                                            | Art Pepper & Shorty Rogers - Complete Lighthouse Sessions            |
| Shorty Rogers And His Giants                         | Los Angeles, Californie                           | 12 janvier 1953                                             | Shorty Rogers - The Sweetheart Of Sigmund Freud                      |
| Shorty Rogers And His Giants                         | Los Angeles, Californie                           | 15 janvier 1953                                             | Shorty Rogers - The Sweetheart Of Sigmund Freud                      |
| Shorty Rogers And His Orchestra Featuring The Giants | Los Angeles, Californie                           | 26 mars 1953 & 2 avril 1953                                 | Shorty Rogers - The Sweetheart Of Sigmund Freud                      |
| Shelly Manne Septet                                  | Hollywood, Californie                             | 6 avril 1953                                                | Shelly Manne & His Men - The West Coast Sound                        |
| Shorty Rogers And His Giants                         | Los Angeles, Californie                           | 5 juillet 1956                                              |                                                                      |
| Marty Paich Quartet                                  | Los Angeles, Californie                           | Août-septembre 1956                                         | The Marty Paich Quartet Featuring Art Pepper                         |
| Hoagy Carmichael With Johnny Mandel Orchestra        | Los Angeles, Californie                           | 10 septembre 1956                                           | Hoagy Carmichael - Hoagy Sings Carmichael                            |
| Hoagy Carmichael With Johnny Mandel Orchestra        | Los Angeles, Californie                           | 11 septembre 1956                                           | Hoagy Carmichael - Hoagy Sings Carmichael                            |
| Hoagy Carmichael With Johnny Mandel Orchestra        | Los Angeles, Californie                           | 13 septembre 1956                                           | Hoagy Carmichael - Hoagy Sings Carmichael                            |
| Chet Baker Big Band                                  | Los Angeles, Californie                           | 26 octobre 1956                                             | Chet Baker - Big Band                                                |
| Modern Jazz Gallery                                  | Los Angeles, Californie                           | 2 novembre 1956                                             |                                                                      |
| Bill Perkins Quintet                                 |                                                   | 11 décembre 1956                                            | Art Pepper - The Artistry Of Pepper                                  |
| Joe Morello Quintet                                  | Western Recorders, Los Angeles, Californie        | 3 janvier 1957                                              | Art Pepper - The Return Of Art Pepper                                |
| Quincy Jones Septet                                  | Los Angeles, Californie                           | 25 février 1957                                             | Quincy Jones - This Is How I Feel About Jazz/Go West, Man!           |
| Showcase For Modern Jazz                             | Los Angeles, Californie                           | Juin 1957                                                   |                                                                      |
| John Graas And His Orchestra                         | Los Angeles, Californie                           | 22 juillet 1957                                             | John Graas - Jazzmantics                                             |
| John Graas And His Orchestra                         | Los Angeles, Californie                           | 13 août 1957                                                | John Graas - Jazzmantics                                             |
| John Graas And His Orchestra                         | Los Angeles, Californie                           | 15 août 1957                                                | John Graas - Jazzmantics                                             |
| Jack Sheldon And His Exciting All Star Big Band      | Los Angeles, Californie                           | Août 1957                                                   | Jack's Groove                                                        |
| John Graas And His Orchestra                         | Los Angeles, Californie                           | 18 mars 1958                                                |                                                                      |
| Marty Paich And His Orchestra                        | Los Angeles, Californie                           | Janvier 1959                                                | Marty Paich - The Broadway Bit/I Get a Boot out of You               |
| Dave Pell Big Band                                   | Los Angeles, Californie                           | Février 1959                                                |                                                                      |
| Herb Ellis - Jimmy Giuffre Nonet                     | Los Angeles, Californie                           | 26 mars 1959                                                |                                                                      |
| Barney Kessel Septet                                 | Los Angeles, Californie                           | 30 mars 1959 & 31 mars 1959                                 | Some Like It Hot                                                     |
| Mel Tormé With Marty Paich Orchestra                 | Los Angeles, Californie                           | 23 avril 1959, 28 avril 1959 & 29 avril 1959                | Mel Tormé - Art Pepper/Marty Paich Sessions                          |
| Marty Paich And His Orchestra                        | Los Angeles, Californie                           | 30 juin 1959, 2 juillet 1959 & 7 juillet 1959               | Marty Paich - The Broadway Bit/I Get a Boot out of You               |
| Joanie Sommers With Marty Paich Orchestra            | Los Angeles, Californie                           | Juin 1959                                                   | Joanie Sommers - Positively the Most/Softly                          |
| Toni Harper With Marty Paich Orchestra               | Los Angeles, Californie                           | 15 juillet 1959, 16 juillet 1959 & 28 juillet 1959          |                                                                      |
| The Subterraneans                                    | Los Angeles, Californie                           | Été 1959                                                    |                                                                      |
| Jesse Belvin With Marty Paich Orchestra              | Los Angeles, Californie                           | 8 décembre 1959                                             |                                                                      |
| Jesse Belvin With Marty Paich Orchestra              | Los Angeles, Californie                           | 16 décembre 1959                                            |                                                                      |

## Années 60
|                                            | Lieu                    | Date                                      | CD                                                                          |
| ------------------------------------------ | ----------------------- | ----------------------------------------- | --------------------------------------------------------------------------- |
| Mel Torme With The Marty Paich's Dek-tette | Los Angeles, Californie | 21 janvier 1960                           | Art Pepper/Marty Paich Sessions                                             |
| Mel Torme With The Marty Paich's Dek-tette | Los Angeles, Californie | 4 février 1960                            | Art Pepper/Marty Paich Sessions                                             |
| Mel Torme With The Marty Paich's Dek-tette | Los Angeles, Californie | 11 février 1960                           | Art Pepper/Marty Paich Sessions                                             |
| Ethel Azama With Marty Paich Orchestra     | Los Angeles, Californie | Février 1960                              |                                                                             |
| The Hi-Lo's With Marty Paich Orchestra     | New York, New York      | 3 mars 1960 & 4 mars 1960                 | The Hi-Lo's - Love Nest/All over the Place                                  |
| Toni Harper With Marty Paich Orchestra     | Los Angeles, Californie | 13 avril 1960                             |                                                                             |
| June Christy With Pete Rugolo Orchestra    | Los Angeles, Californie | Avril 1960                                | June Christy - Something Cool                                               |
| Shorty Rogers And His Giants               | Los Angeles, Californie | 17 mai 1960                               |                                                                             |
| Shorty Rogers And His Giants               | Los Angeles, Californie | 24 mai 1960                               |                                                                             |
| The Marty Paich Piano Quartet              | Los Angeles, Californie | 2 juin 1960                               |                                                                             |
| Henry Mancini And His Orchestra            | Los Angeles, Californie | 14 juin 1960, 17 juin 1960 & 21 juin 1960 | Henry Mancini - Combo !                                                     |
| Helen Humes With Marty Paich Orchestra     | Los Angeles, Californie | 6 septembre 1960 & 7 septembre 1960       |                                                                             |
| Helyne Stewart With Teddy Edwards Septet   | Hollywood, Californie   | 20 janvier 1961                           |                                                                             |
| Frankie Randall With Marty Paich Orchestra | Los Angeles, Californie | 21 août 1964                              |                                                                             |
| Frankie Randall With Marty Paich Orchestra | Los Angeles, Californie | 3 février 1965                            |                                                                             |
| The Buddy Rich Big Band                    | Los Angeles, Californie | 10 juillet 1968                           | Buddy Rich Big Band, Art Pepper, Phil Wilson, et Don Sebesky - Mercy, Mercy |
| Mike Vax Orchestra                         | Los Angeles, Californie | 6 juillet 1973 & 7 juillet 1973           |                                                                             |

## Années 70
|                          | Lieu                                                                                    | Date                                      | CD                                           |
| ------------------------ | --------------------------------------------------------------------------------------- | ----------------------------------------- | -------------------------------------------- |
| Hersh Hamel Quartet      | Sage & Sound Recording Studio & Pete Robinson's Studio, Hollywood, Californie           | Été 1975                                  | Hersh Hamel's Songbook                       |
| Melanie                  | Davlen Studios, Universal City, Californie & The Sound Factory, Los Angeles, Californie | 12 juillet 1976                           | Melanie - Photograph (Double Exposure)       |
| Art Farmer Quintet       | Los Angeles, Californie                                                                 | 26 juillet 1976                           | Art Farmer - On The Road                     |
| Art Farmer Quintet       | Los Angeles, Californie                                                                 | 28 juillet 1976                           | Art Farmer - On The Road                     |
| Art Farmer Quintet       | Los Angeles, Californie                                                                 | 16 août 1976                              | Art Farmer - On The Road                     |
| Dolo Coker Quintet       | Los Angeles, Californie                                                                 | 27 décembre 1976                          |                                              |
| Cal Tjader Septet        | Yubin Chokin Hall, Tokyo, Japon                                                         | 5 avril 1977                              | Art Pepper - Tokyo Debut                     |
| Bill Watrous Quintet     | Sage & Sound Studios, Hollywood, Californie                                             | 26 mars 1979 & 27 mars 1979               | Art Pepper - The Hollywood All-Star Sessions |
| Elvin Jones Quartet      | Rudy Van Gelder Studio, Englewood Cliffs, New Jersey                                    | 13 juin 1979, 14 juin 1979 & 20 juin 1979 | Elvin Jones - Very R.A.R.E.                  |
| Alan Broadbent Orchestra | Los Angeles, Californie                                                                 | 1979                                      |                                              |

## Années 80
|                       | Lieu                                        | Date                                  | CD                                           |
| --------------------- | ------------------------------------------- | ------------------------------------- | -------------------------------------------- |
| Jack Sheldon Quintet  | Sage & Sound Studios, Hollywood, Californie | 21 février 1980 & 22 février 1980     | Art Pepper - The Hollywood All-Star Sessions |
| Pete Jolly Quartet    | Sage & Sound Studios, Hollywood, Californie | 26 février 1980 & 27 février 1980     | Art Pepper - The Hollywood All-Star Sessions |
| Milcho Leviev Quartet | Ronnie Scott's, Londres, Royaume-Uni        | 28 juin 1980 & 29 juin 1980           |                                              |
| Sonny Stitt Quintet   | Sage & Sound Studios, Hollywood, Californie | 28 juillet 1980 & 29 juillet 1980     | Art Pepper - The Hollywood All-Star Sessions |
| Sonny Stitt Quintet   | Sage & Sound Studios, Hollywood, Californie | 30 juillet 1980 & 31 juillet 1980     | Art Pepper - The Hollywood All-Star Sessions |
| Freddie Hubbard Nonet | Los Angeles, Californie                     | 15 septembre 1980 & 18 septembre 1980 |                                              |
| Shelly Manne Sextet   | Sage & Sound Studios, Hollywood, Californie | 4 mai 1981                            | Art Pepper - The Hollywood All-Star Sessions |
| Lee Konitz Quartet    | Sage & Sound Studios, Hollywood, Californie | 18 janvier 1982 & 19 janvier 1982     | Art Pepper - The Hollywood All-Star Sessions |
| Richie Cole Quintet   | Los Angeles, Californie                     | 16 février 1982                       |                                              |